# Justin Dowell
Justin Dowell (né le 5 janvier 2000) est un coureur cycliste américain. Spécialiste du BMX freestyle, il est champion du monde en « Park » en 2018.

## Biographie
Originaire de Virginia Beach, Justin Dowell commence le BMX freestyle aux côtés de ses frères au skatepark local. Lorsque les premiers championnats du monde de BMX Freestyle ont eu lieu en 2017, il y participe à l'âge de 17 ans et se qualifie pour la finale, où il termine huitième. L'année suivante, il triomphe et devient champion du monde à 18 ans. 
En 2019, il termine sur le podium aux championnats des États-Unis, aux championnats panaméricains, aux Jeux panaméricains et aux Jeux urbains mondiaux. Il décroche aussi une victoire à la Coupe du monde de BMX freestyle Park à Montpellier et une troisième place au classement général.
Après l'interruption de la compétition en raison de la pandémie de covid-19, il est l'un des deux représentants des États-Unis lors de la toute première compétition olympique de BMX freestyle en 2021, où il termine huitième sur neuf participants. En 2022, il est champion du monde et décroche deux médailles d'argent aux X Games en Californie et à Chiba, au Japon. Il obtient également plusieurs résultats dans le top 10 aux X Games en 2023. Il participe à la finale de toutes les épreuves des championnats du monde de cyclisme urbain de 2017 à 2023.

## Palmarès en BMX freestyle Park

### Jeux olympiques
- Tokyo 2020
  - 8e du BMX freestyle

### Championnats du monde
- Chengdu 2018
  -  Champion du monde de BMX freestyle Park
- Abou Dabi 2022
  -  Médaillé d'argent du BMX freestyle Park
- Abou Dabi 2024
  -  Médaillé de bronze du BMX freestyle Park

### Coupe du monde
- Coupe du monde de BMX freestyle Park
  - 2019 : 3e du classement général

### Championnats panaméricains
- Cary 2019
  -  Médaillé d'argent du BMX freestyle Park

### Jeux panaméricains
- Lima 2019
  -  Médaillé de bronze du BMX freestyle Park

### Jeux mondiaux urbains
- Hongrie 2019
  -  Médaillé de bronze du BMX freestyle Park